# Sox–35th (Metro de Chicago)
Sox–35th es una estación en la línea Roja del Metro de Chicago. La estación se encuentra localizada en 142 West 35th Street en Chicago, Illinois. La estación Sox–35th fue inaugurada el 28 de septiembre de 1969.  La Autoridad de Tránsito de Chicago es la encargada por el mantenimiento y administración de la estación. Actualmente la estación sirve al U.S. Cellular Field de los Medias Rojas de Chicago.

## Descripción
La estación Sox–35th cuenta con 1 plataforma central y 2 vías. 

## Conexiones
La estación es abastecida por las siguientes conexiones: 
Rutas del CTA Buses:
- #24 Wentworth
- #35 35th
- #39 Pershing

Pace
- #773 Markham/Tinley Park-US Cellular Field Express
- #774 Palos Heights/Oak Lawn-US Cellular Field Express
- #775 Bolingbrook/Burr Ridge-US Cellular Field Express